# Liste der Monuments historiques in Saint-Mesmes
Die Liste der Monuments historiques in Saint-Mesmes führt die Monuments historiques in der französischen Gemeinde Saint-Mesmes auf.

## Liste der Bauwerke
| Bezeichnung      | Beschreibung              | Standort | Kennzeichnung | Schutzstatus | Datum | Bild           |
| ---------------- | ------------------------- | -------- | ------------- | ------------ | ----- | -------------- |
| Kirche St-Maxime | Erbaut im 13. Jahrhundert | (Lage)   | PA00087274    | Classé       | 1921  | weitere Bilder |

## Liste der Objekte
Zum Verständnis siehe: Kirchenausstattung
- Monuments historiques (Objekte) in Saint-Mesmes in der Base Palissy des französischen Kultusministeriums